# Любовник (фильм, 2002)
«Любовник» — российский кинофильм режиссёра Валерия Тодоровского, снятый по сценарию Геннадия Островского в 2002 году.

## Сюжет
Взят из повести писателя Сергея Крутилина "Косой Дождь"
Дмитрий — профессор вуза, лингвист, он считает себя утончённым человеком и, судя по всему, чаще пребывает в мире высоких материй, чем в реальности. На протяжении всего брака, длившегося 15 лет, его жена вела двойную жизнь, а он и не подозревал об этом. После смерти жены Дмитрий случайно обнаруживает её переписку с любовником и испытывает шок. Вскрывшийся адюльтер выбивает Дмитрия из колеи и он принимает решение встретиться с её любовником — отставным военным Иваном.
Олег Янковский:

…История очень жизненная, лучше бы в ней не оказываться… У моего героя, казалось бы, есть на всё ответ, но на самый главный вопрос, возникший в его жизни, он ответить не может…

Валерий Тодоровский (режиссёр):

«Любовник» — фильм, в котором не стреляют, а только разговаривают, но он получился жёстким, гораздо жёстче, чем фильмы, в которых стреляют".

## В ролях
| Актёр            | Роль                      |
| ---------------- | ------------------------- |
| Олег Янковский   | профессор Дмитрий Чарышев |
| Сергей Гармаш    | Иван, отставной военный   |
| Андрей Смирнов   | Петя                      |
| Вера Воронкова   | Вера, подруга Лены        |
| Владимир Юматов  | Адик                      |
| Елена Ласкавая   | Вербицкая                 |
| Валерий Прохоров | кондуктор                 |
| Ирина Соколова   | Сима, мать Лены           |
| Ирина Карташёва  | Лиза, тётя Лены           |

## Съёмочная группа
- Режиссёр: Валерий Тодоровский
- Сценарий: Геннадий Островский
- Оператор: Сергей Михальчук
- Художник: Владимир Гудилин
- Композитор: Алексей Айги
- Звукорежиссёр: Сергей Чупров

## Награды
- Гран-При XIII Открытого Российского кинофестиваля «Кинотавр»-2002
  - Приз за лучшую мужскую роль О. Янковскому
  - Приз гильдии киноведов и кинокритиков
- Две премии международного кинофестиваля в Сан-Себастьяне-2002, Золотой овен-2002 Олегу Янковскому за лучшую мужскую роль.
- Ника-2003
  - премия за лучшую мужскую роль — Олег Янковский
  - пять номинаций: лучший игровой фильм, лучшая работа режиссёра (Валерий Тодоровский), лучшая мужская роль (Сергей Гармаш), лучшая женская роль второго плана (Вера Воронкова), лучшая музыка к фильму (Алексей Айги)